# Зимние Игры Содружества
Зимние Игры Содружества — спортивное мероприятие, включавшее зимние виды спорта.  Игры были проведены 3 раза, в последний раз проводились в 1966 году.  Зимние игры были разработаны, чтобы дополнить основные Игры Содружества, в которых больше внимания уделяется летним видам спорта. Зимние Игры Содружества аналогичны Зимним Олимпийским играм. 

## История
Зимние Игры Содружества были основаны Т.Д. Ричардсоном.  В 1958 году они были проведены в Санкт-Морице, в Швейцарии.   Это были первые Игры Содружества зимой.  Игры 1962 и 1966 годов также проводились в Санкт-Морице. После этого соревнования больше не проходили. 
В 2010 году предложили провести новые Зимние Игры Содружества в Индии, аналогично Играм Содружества 2010 в Нью-Дели.  Предполагаемым местом проведения выбрали Гульмарг. Там ранее проводились Национальные зимние игры Индии.  Правда, игры в итоге так и не провели. 

## Список зимних игр Содружества
| Номер | Год  | Место проведения                |
| ----- | ---- | ------------------------------- |
| I     | 1958 | Швейцария, Санкт-Мориц          |
| II    | 1962 | Швейцария, Санкт-Мориц          |
| III   | 1966 | Швейцария, Санкт-Мориц          |
| IV    | 2010 | Индия, Гульмарг (игры отменены) |

## Галерея

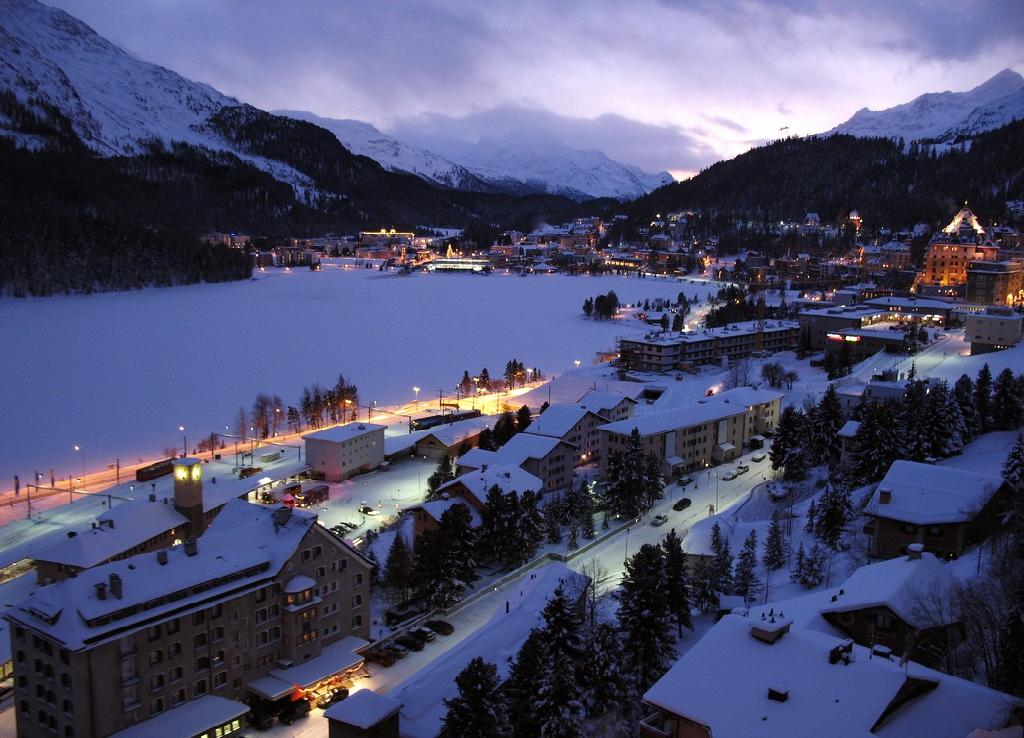
Санкт-Мориц , место проведения всех трех Игр 1958-66 гг.
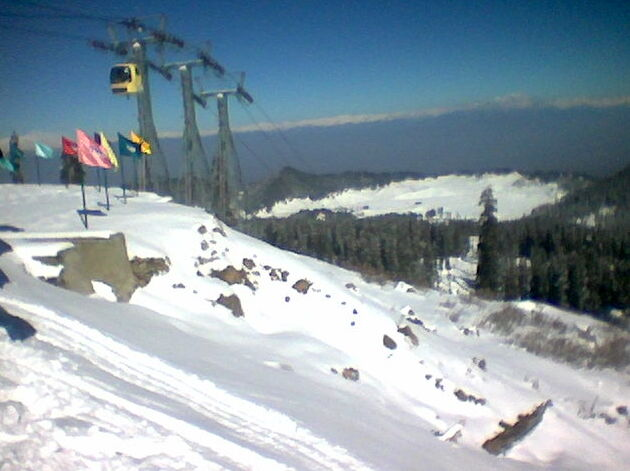
Гульмарг, место, где предполагалось провести соревнования в 2010 году.

## Внешние ссылки
- Статья на сайте Outlook India.com
- Статья в Kashmir World Press